# Molly Luft
Pour les articles homonymes, voir Luft.
Molly Luft (de son vrai nom Edda Blanck-Kurtzer, née Blanck le 19 mars 1944 en Poméranie, morte le 24 novembre 2010 à Berlin) est une prostituée allemande. Connue pour sa forte corpulence et son maquillage criard, elle fut une figure de la culture trash de Berlin.

## Biographie
En 1967, elle se marie pour la première fois et a deux enfants. Elle commence à se prostituer en 1975. Un an plus tard, elle divorce et épouse un sergent de l'armée américaine en poste à Berlin.
Par son mari et sa complicité qu'elle avouera, Christine, sa fille de son premier mariage, subit des abus sexuels. Après que sa fille dénonce, elle est condamnée à une peine de prison avec sursis en 1983 et se sépare. Dans les années 1990, elle est connue du grand public pour ses apparitions dans des talk-shows de télévisions privées ; elle obtient l'animation d'une émission sur Offener Kanal Berlin. En 1999, elle joue dans le clip Michi Beck in Hell de Die Fantastischen Vier. Elle fait la une des tabloïds pour son attitude extravagante.
Son lupanar à Schöneberg est réputé pour ses prix bas. En 2004, elle ferme son établissement où sont venus 90 000 clients, le vend et ouvre un bar à Kreuzberg.
Après un grave cancer du côlon et une perte de poids de 125 kilos, elle ferme ce bar puis, après le décès de son mari en 2009, ouvre un petit bordel à Tiergarten qui n'existe que quelques mois. Elle vient vivre dans une maison de retraite.
Le 24 novembre 2010, elle meurt des suites de son cancer.

## Source de la traduction
- (de) Cet article est partiellement ou en totalité issu de l’article de Wikipédia en allemand intitulé « Molly Luft » (voir la liste des auteurs).